# Saint-Connec

Saint-Connec este o comună în departamentul  Côtes-d'Armor, Franța. În 1 ianuarie 2022 avea o populație de 258 de locuitori.